# Sheila Tinney
Sheila Christina Tinney (Galway, 15 de janeiro de 1918 – Dublin, 29 de março de 2010) foi uma matemática irlandesa, a primeira mulher em seu país a receber o título de doutora em ciências matemáticas.

## Vida pessoal
Nascida Sheila Christina Power, em Galway, era a quarta filha entre os seis filhos do casal Michael Power e Christina Cunniffe. Seu pai, Michael, era professor da Universidade de Galway, na cadeira de matemática, entre 1912–1955. Sua mãe, Christina, morreu durante o parto, quando Sheila tinha apenas 12 anos.
Sheila foi educada por freiras dominicanas, em Galway e em Dublin. Interessada por matemática desde criança, obteve nota alta e com distinção no exame de matemática, algo que apenas oito meninas no país conseguiram. Depois de ingressar na Universidade de Galway, Sheila foi para a University College Dublin, onde se formou em 1938, a primeira da classe em matemática. Obteve seu mestrado pela mesma instituição em 1939 e foi premiada pela Universidade Nacional da Irlanda com uma bolsa de estudos, que a levou a continuar sua pesquisa na Universidade de Edimburgo, na Escócia. Dois anos depois, em 1941, sob a supervisão do notório físico Max Born, Sheila obteve seu doutorado, estudando estruturas cristalinas.

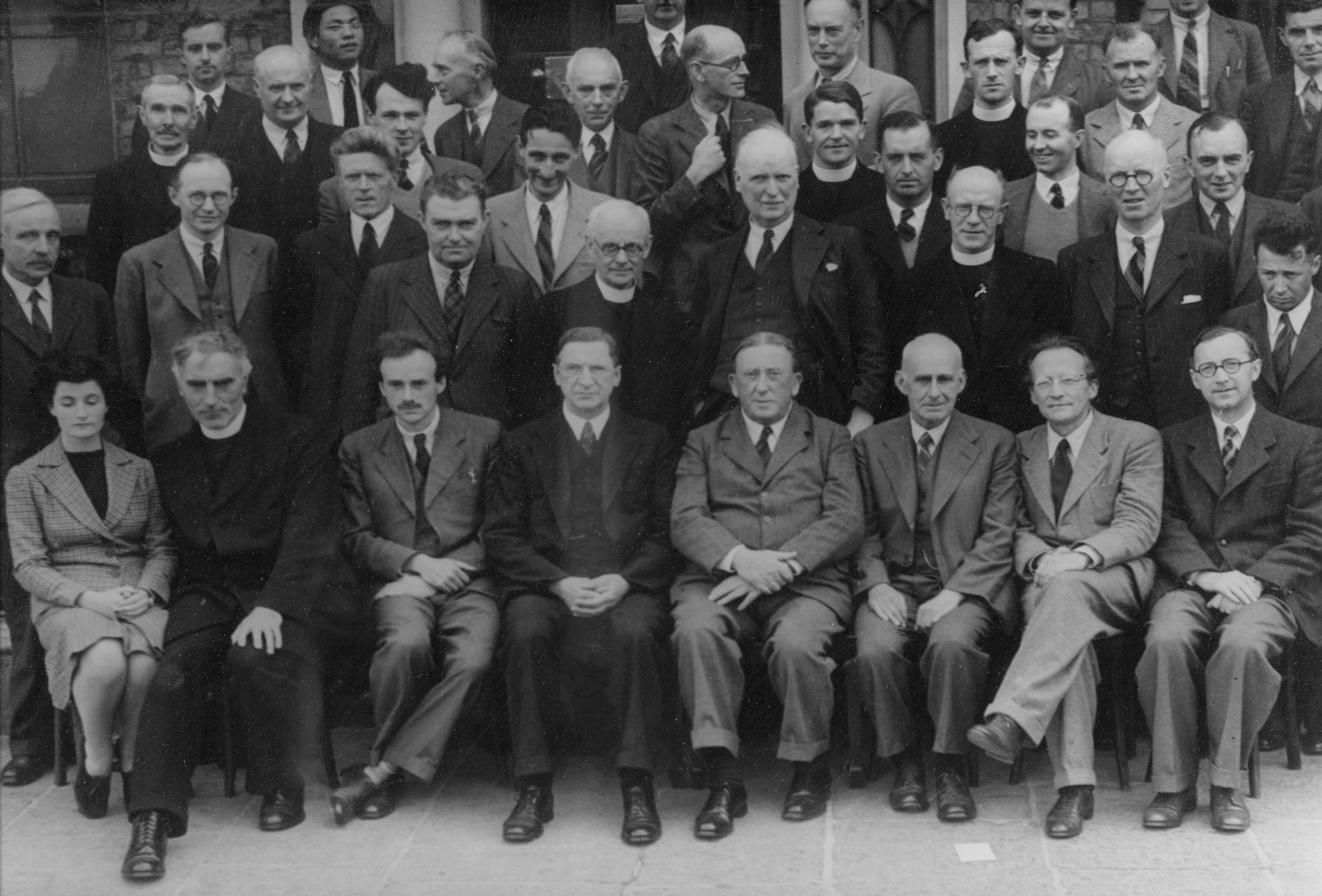
Sheila Tinney, Paul Dirac, e outros físicos e matemáticos, em 1942

Casou-se em 1952 com Seán Tinney, um ex-aluno de engenharia seu, com quem teve três filhos, Deirdre, Ethna e o pianista clássico, Hugh Tinney.

## Trabalho
Ao retornar para Dublin, Sheila se tornou professor assistente na University College Dublin, e foi uma das três pesquisadoras apontadas para compor o então recente Instituto de Estudos Avançados de Dublin (DIAS), em outubro de 1941. Interessou-se por física quântica e escreveu artigos científicos com Erwin Schrödinger, Hideki Yukawa e Walter Heitler. De setembro de 1948 a junho de 1949, tirou uma licença da universidade para visitar o Instituto de Estudos Avançados de Princeton, onde trabalhou com Freeman Dyson, Hermann Weyl, Harish-Chandra e Albert Einstein.
 Desenvolveu seus primeiros cursos em mecânica quântica na universidade em 1979, onde lecionou até sua aposentadoria em 1979.

## Pioneirismo feminino
Em 1900, uma campanha nacional pela aceitação de mulheres nas universidades levou o Trinity College, em Dublin, a começar a matricular mulheres, em 1904. A Royal Irish Academy (RIA) tentou vários obstáculos legais, mas não conseguiu evitar o inevitável, passando a admitir mulheres em 1949, entre elas Sheila Tinney.
Quando estava na University College, Sheila sofreu preconceito, quando um professor menos qualificado e mais jovem ganhou uma promoção em seu lugar. Sheila era conhecida pelos corredores por auxiliar jovens colegas pesquisadoras a desenvolver suas carreiras e a conseguir mais espaço junto aos colegas.
Em 2016, o retrato de Sheila foi pendurado junto de outras 11 pioneiras mulheres na Royal Irish Academy.

## Morte
Sheila faleceu em 29 de março de 2010, em Dublin, aos 92 anos, na casa Molyneux, que fornece cuidados paliativos para pacientes idosos. Foi sepultada no Cemitério Mount Venus, em Dublin.